# John Dryden
John Dryden (Aldwinkle, Northamptonshire, 19 de agosto de 1631 - 12 de maio de 1700) foi um poeta, crítico literário e dramaturgo inglês que dominou a vida literária na Inglaterra durante a Restauração.

## Vida
Dryden nasceu na aldeia de Aldwincle, próximo Oundle em Northamptonshire. Era o mais velho dos catorze filhos nascidos de Erasmus Dryden e Mary Pickering, Neto paterno de Sir Erasmus Dryden. 
Em 1650 Dryden passou para o Trinity College, Cambridge, onde ele teria experimentado um retorno ao ethos religioso e político da sua infância. Chegando em Londres durante o protectorado, Dryden obteve trabalho com o secretário de Estado de Cromwell, John Thurloe. Pouco tempo depois ele publicou seu primeiro poema importante, Heroique Stanzas (1658), uma elegia sobre a morte de Cromwell, que é cauteloso e prudente na sua exibição emocional. Em 1660 Dryden comemorou a Restauração da monarquia e do regresso de Carlos II com Astraea Redux, um autêntico panegírico monárquico. Neste trabalho o interregno é ilustrado como um período de anarquia, e Carlos é visto como o restaurador da paz e da ordem.
Dryden morreu em 1700 e se encontra enterrado na Abadia de Westminster. Sua poesia, patriótica, religiosa e satírico-política, popularizou um tipo de verso hendecassílabo que será o preferido do século XVIII, ao ser tomada como modelo por poetas como Alexander Pope e Samuel Johnson.

## Trabalhos selecionados

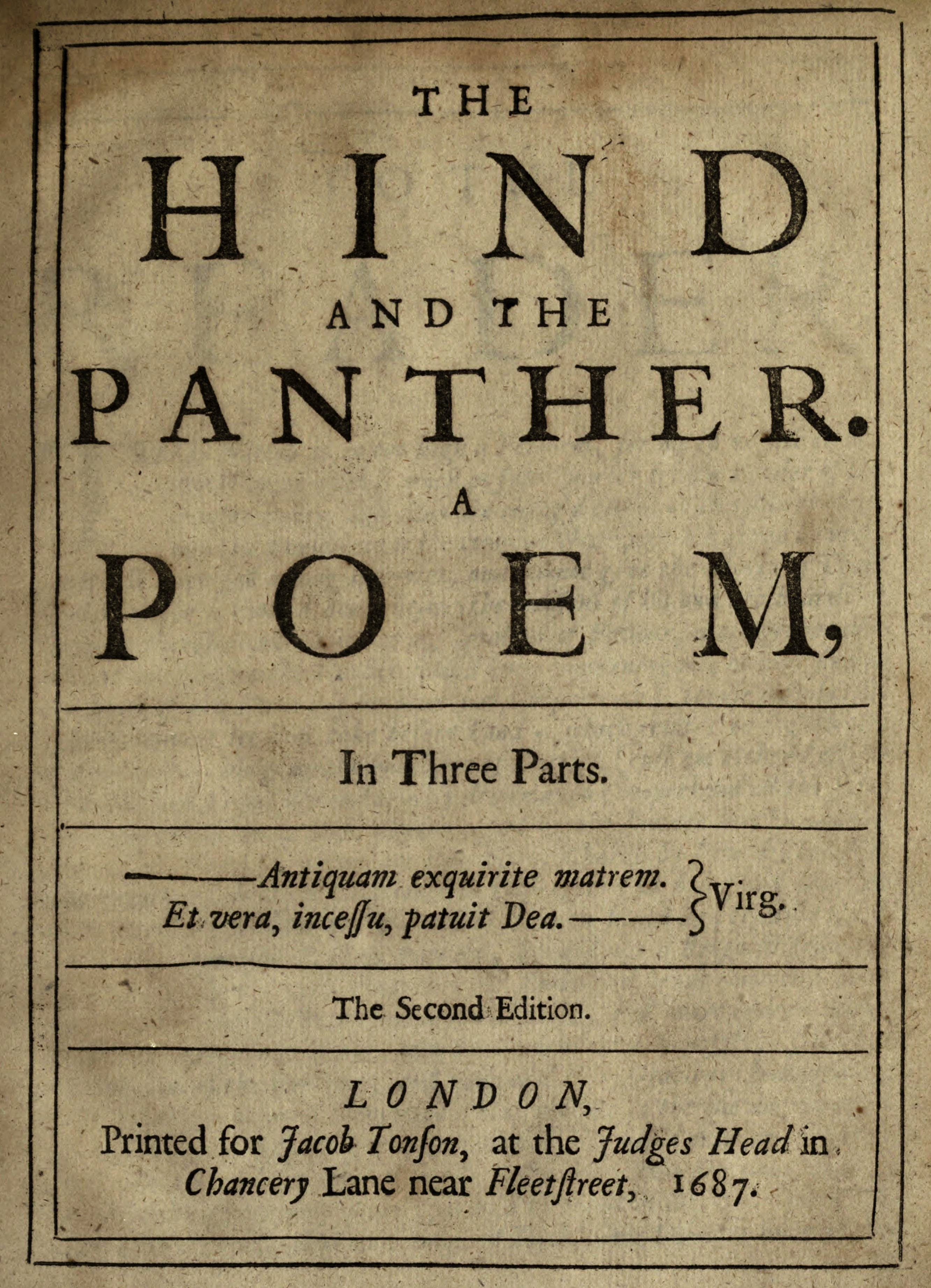
A página de rosto de The Hind and the Panther

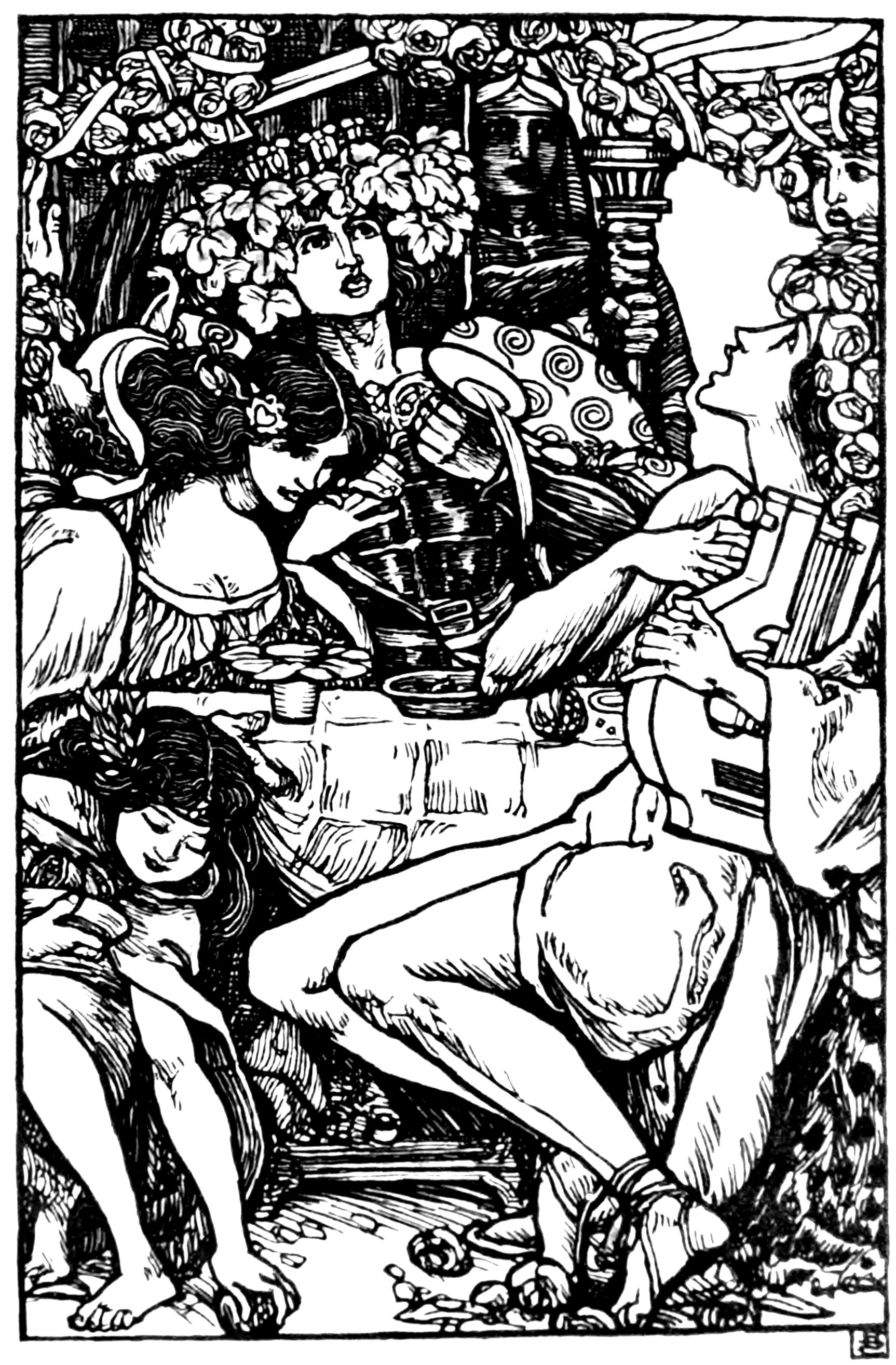
Uma ilustração na festa de Alexandre

### Trabalhos dramáticos
As datas fornecidas são (atuadas / publicadas) e, a menos que indicado de outra forma, foram retiradas da edição de Scott.
- The Wild Gallant, a Comedy (1663/1669)
- The Rival Ladies, a Tragi-Comedy (1663/1664)
- The Indian Queen, a Tragedy (1664/1665)
- The Indian Emperor, or the Conquest of Mexico by the Spaniards (1665/)
- Secret Love, or the Maiden Queen (1667/)
- Sir Martin Mar-all, or the Feigned Innocence, a Comedy (1667/1668)
- The Tempest, or the Enchanted Island, a Comedy (1667/1670)
- An Evening's Love, or the Mock Astrology, a Comedy (1668/1668)
- Tyrannick Love, or the Royal Martyr, a Tragedy (1668 or 1669/1670)
- Almanzor and Almahide, or the Conquest of Granada by the Spaniards, a Tragedy, Part I & Part II (1669 or 1670/1672)
- Marriage-a-la-Mode, a Comedy (1673/1673)
- The Assignation, or Love in a Nunnery, a Comedy (1672/1673)
- Amboyna; or the Cruelties of the Dutch to the English Merchants, a Tragedy (1673/1673)
- The Mistaken Husband (comedy) (1674/1675)[6]
- The State of Innocence, and Fall of Man, an Opera (/1674)
- Aureng-Zebe, a Tragedy (1676/1676)
- All for Love, or the World Well Lost, a Tragedy (1678/1678)
- Limberham, or the Kind Keeper, a Comedy (/1678)
- Oedipus, a Tragedy (1678 or 1679/1679)
- Troilus and Cressida, or Truth found too late, a Tragedy (/1679)
- The Spanish Friar, or the Double Discovery (1681 or 1682/)
- The Duke of Guise, a Tragedy (1682/1683) com Nathaniel Lee
- Albion and Albanius, an Opera (1685/1685)
- Don Sebastian, a Tragedy (1690/1690)
- Amphitryon, or the Two Sosias, a Comedy (1690/1690)
- King Arthur, or the British Worthy, a Dramatic Opera (1691/1691)
- Cleomenes, the Spartan Hero, a Tragedy (1692/1692)
- Love Triumphant, or Nature will prevail, a Tragedy (1693 or 1694/1693 or 1694)
- The Secular Masque (1700/1700)

### Outros trabalhos
- Astraea Redux, 1660
- Annus Mirabilis (poem), 1667

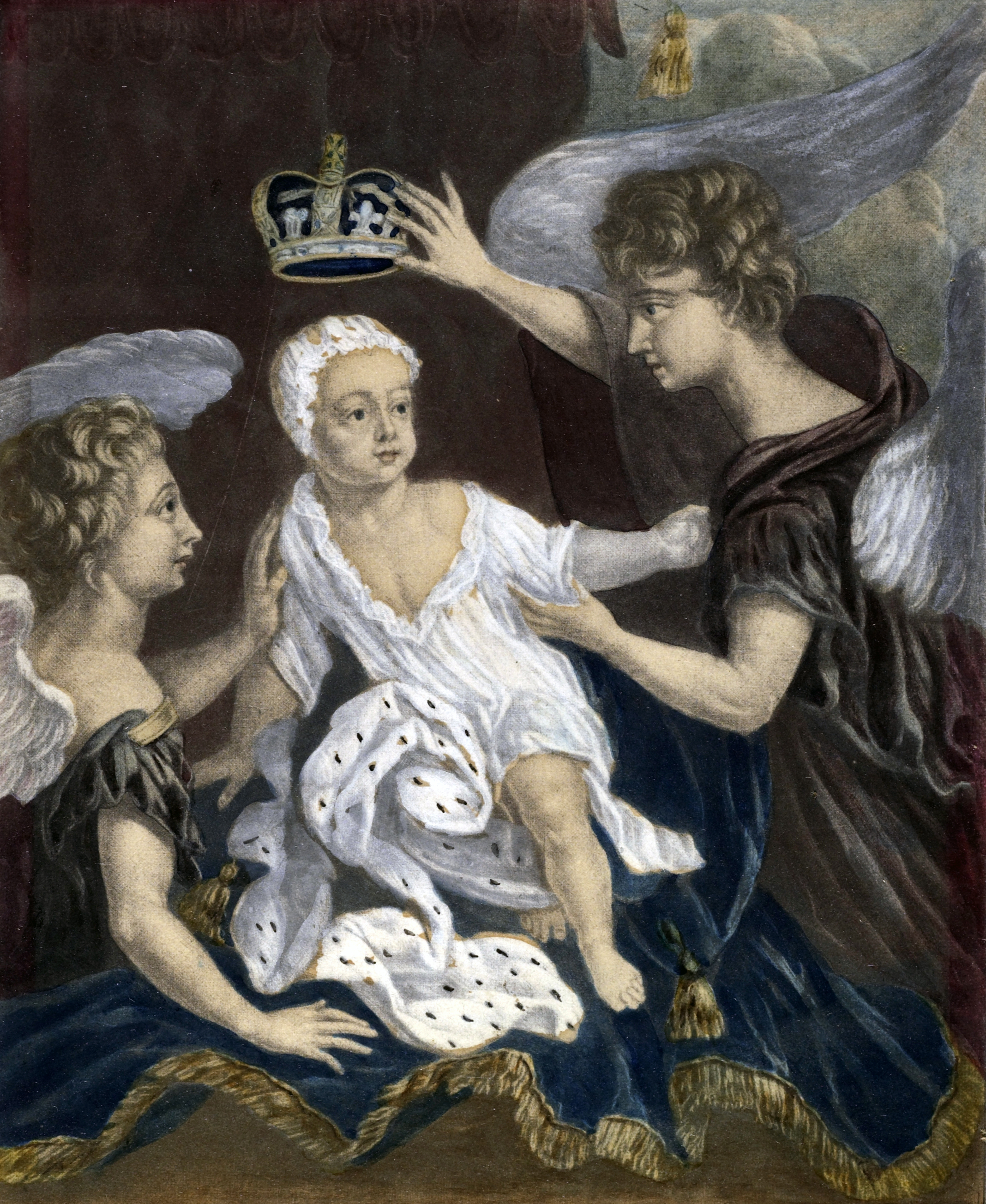
O infante Príncipe de Gales, cujo nascimento Dryden celebrou na Britannia Rediviva

- An Essay of Dramatick Poesie, 1668
- Absalom and Achitophel, 1681
- Mac Flecknoe, 1682
- The Medal, 1682
- Religio Laici, 1682
- To the Memory of Mr. Oldham, 1684
- Threnodia Augustalis, 1685
- The Hind and the Panther, 1687
- A Song for St. Cecilia's Day, 1687
- Britannia Rediviva, 1688
- Epigram on Milton, 1688
- Creator Spirit, by whose aid, 1690.[7]
- The Works of Virgil, 1697
- Alexander's Feast, 1697
- Fables, Ancient and Modern, 1700
- Palamon and Arcite
- The Art of Satire